# Platynereis patagonica
Platynereis patagonica är en ringmaskart som beskrevs av Johan Gustaf Hjalmar Kinberg 1866. Platynereis patagonica ingår i släktet Platynereis och familjen Nereididae. Inga underarter finns listade i Catalogue of Life.